# John Schneider
John Richard Schneider (Mount Kisco, Nueva York, 8 de abril de 1960) es un actor y cantante de country estadounidense. Es más conocido por su interpretación de Beauregard "Bo" Duke en la serie estadounidense Los Dukes de Hazzard (junto a Tom Wopat, Catherine Bach y James Best), Jonathan Kent en la serie de televisión Smallville (una adaptación de Superman) y James "Jim" Cryer en la serie de televisión The Haves and the Have Nots, creada por Tyler Perry.
Junto con su carrera como actor, Schneider ha sido cantante desde principios de la década de 1980, lanzando nueve álbumes de estudio y un paquete de grandes éxitos, así como dieciocho sencillos. Este total incluye a «I've Been Around Enough to Know», «Country Girls», «What's a Memory Like You» y «You're the Last Thing I Needed Tonight», los cuales llegaron a la cima de las listas de sencillos country de Billboard.

## Primeros años
Schneider nació el 8 de abril de 1960, en Mount Kisco, New York, siendo hijo de Shirley Conklin y John "Jack" Schneider III, un piloto que había servido en la Fuerza Aérea de los Estados Unidos. Tiene un hermano mayor, Robert, quien es un artista que vive en el sur de Nueva York. La vida de John como animador comenzó a la edad de ocho años, cuando realizó espectáculos de magia para sus compañeros y sus familias. Esto una vez lo metió en problemas, cuando él mismo fue encadenado y arrojado a una piscina con la intención de recrear el legendario acto de huida de Harry Houdini. Cuando tenía 14 años, él y su madre se mudaron a Atlanta, Georgia, donde continuó su amor por la actuación. Asistió a la North Springs High School en Sandy Springs GA.

## Carrera

### Actuación

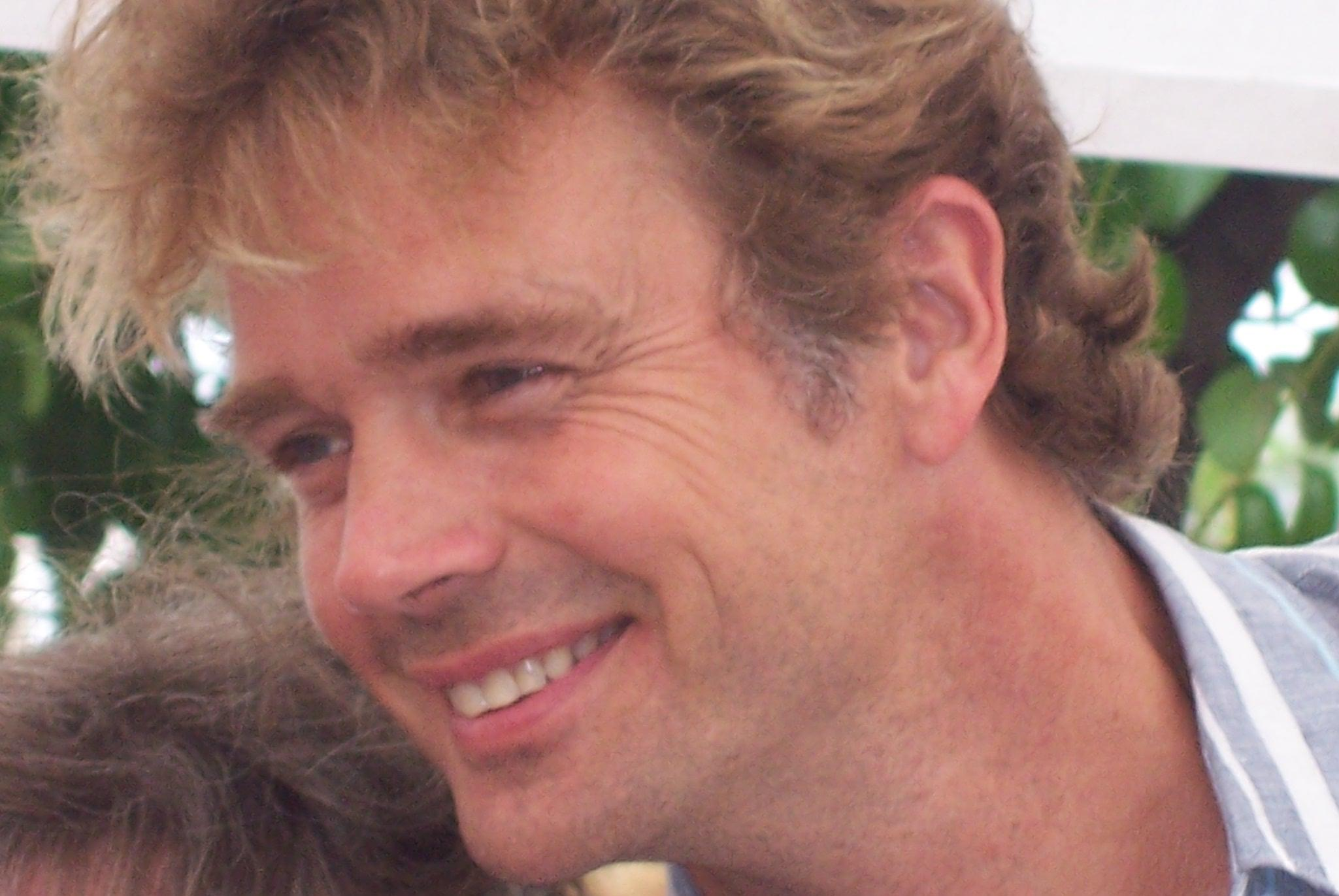
Schneider en el Superman Festival de 2005 en Metropolis, Illinois.

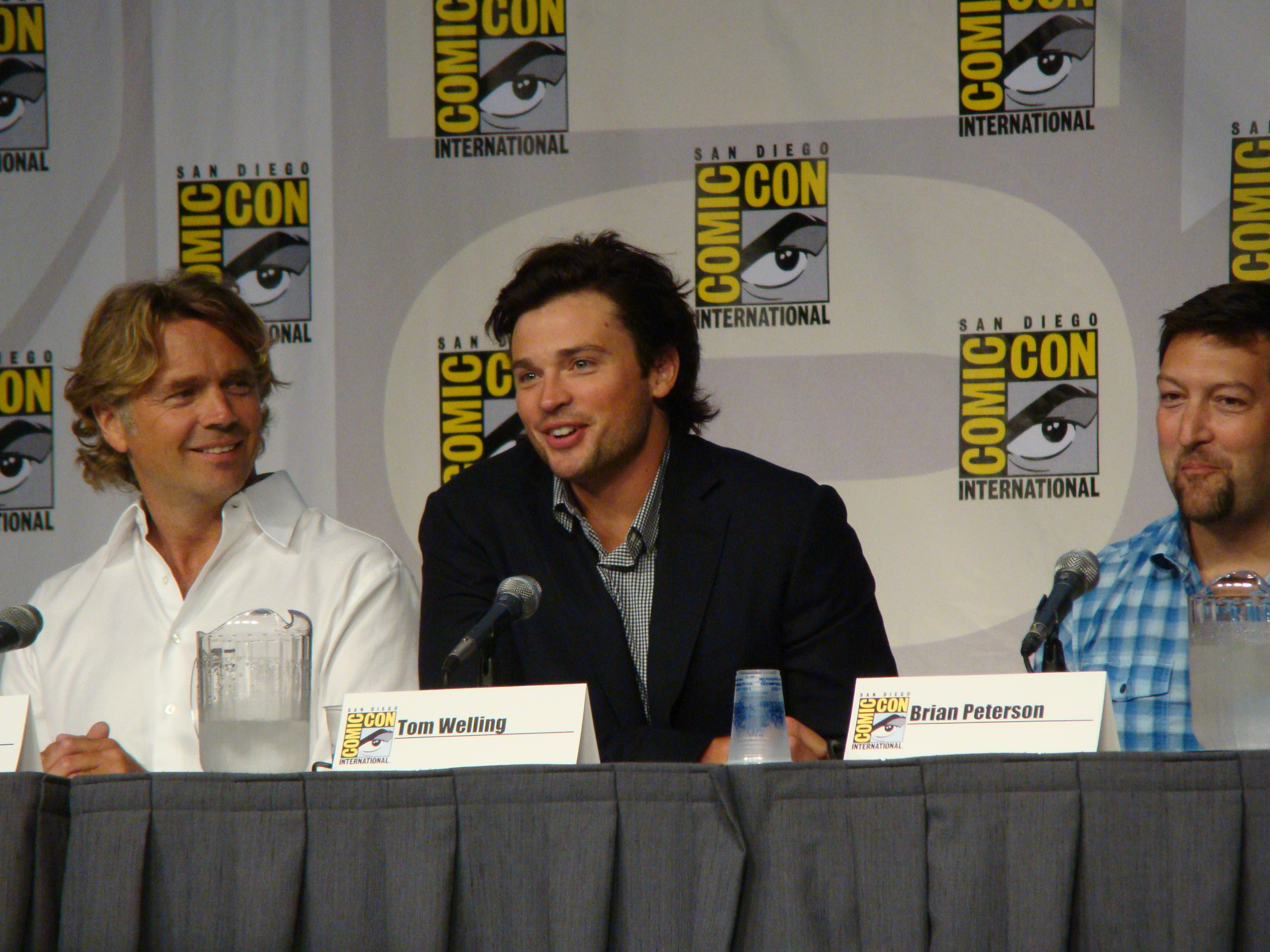
Schneider (izquierda) con los coprotagonistas de Smallville, Tom Welling y Brian Peterson.

A la edad de 18 años, obtuvo el papel de Bo Duke, trabajando junto a Tom Wopat, y el veterano actor James Best. Para su audición, él dijo: «tome prestada una camioneta destartalada, puse un gran acento country y un sombrero funky. No me había afeitado y fui a llevar una cerveza. No sé si lo creyeron o no, pero le gustó». Schneider aprendió a conducir el icónico Dodge Charger en el programa, pero para gran decepción de muchos fanáticos, admitió que nunca saltó el auto debido a la naturaleza peligrosa del truco.
En el apogeo de la popularidad de la serie, también se convirtió en un artista de grabación y una cara de la mercancía. En 1982, una maraña de juicios legales con los productores por la distribución de los derechos de comercialización envió a Schneider y su coprotagonista Tom Wopat a abandonar el programa la mayor parte de una temporada. Volvieron a sus roles en febrero de 1983, solo después de que sus demandas quedaran satisfechas. El programa fue cancelado en 1985, después de 7 temporadas. Schneider dirigió el final de la serie, titulado Opening Night at the Boar's Nest, transmitido originalmente en CBS, el 8 de febrero de 1985.
En 2001, interpretó a Jonathan Kent, el padre adoptivo de Clark Kent en Smallville, protagonizando 100 episodios antes de que su personaje fuera asesinado. Schneider dirigió algunos episodios de Smallville, incluido «Talisman». Algunos episodios contienen referencias al trabajo de Schneider en Los Dukes de Hazzard, por ejemplo, el episodio «Exposed» de la quinta temporada se destaca por reunir a Schneider con su ex coestrella Tom Wopat. Wopat actuó durante la segunda mitad de la temporada cinco y apareció en los episodios «Void» y «Oracle». Schneider regresó para el estreno de la temporada 10 de Smallville, repitiendo su papel como Jonathan Kent en un papel recurrente.
Schneider ha aparecido en muchas películas y series de televisión, incluyendo cinco veces invitados en Hee Haw y en la miniserie 10.5. Tuvo un papel recurrente en Dr. Quinn, Medicine Woman e hizo apariciones especiales en programas como Diagnosis: Murder, Touched by an Angel, JAG y Walker, Texas Ranger.
En 2009, Schneider hizo una aparición en CSI en un episodio titulado «Kill Me If You Can». Apareció en la primera temporada de The Secret Life of the American Teenager, en la que su hijo de la vida real Chasen Schneider tuvo un papel recurrente. Durante el verano de 2008 y principios de 2009, John interpretó a «Marshall Bowman». Se negó a continuar hasta la segunda temporada y su personaje fue asesinado.
En 2010, Schneider apareció en la serie Leverage como un ejecutivo de música corrupto en el episodio de la temporada tres «The Studio Job» y en varios episodios de Desperate Housewives como militar jubilado y padre de Keith Watson (Brian Austin Green), el interés amoroso de Bree Van de Kamp.
En 2011, protagonizó la película Doonby, como un vagabundo que entra en un pueblo pequeño y lo mejora. Sin embargo, una fuerza amenazante lo acecha. «Es como It's a Wonderful Life sin la parte maravillosa», explica Schneider. «Acércate a la garganta de It's a Wonderful Life, ponla al revés y haz una película con ella».
Volvió al papel de Bo Duke, junto a Tom Wopat como Luke Duke, en un comercial de 2014 de Autotrader.com.

### Cinematografía
Además de actuar, John Schneider posee y opera los estudios John Schneider Studios (JSS), donde escribe y produce películas independientes en Holden, Luisiana. John Schneider Studios (JSS) ha creado una infraestructura innovadora, diseñada para brindarles a los cineastas independientes todas las herramientas que necesitan para crear sus historias y películas en un solo lugar.

### Música

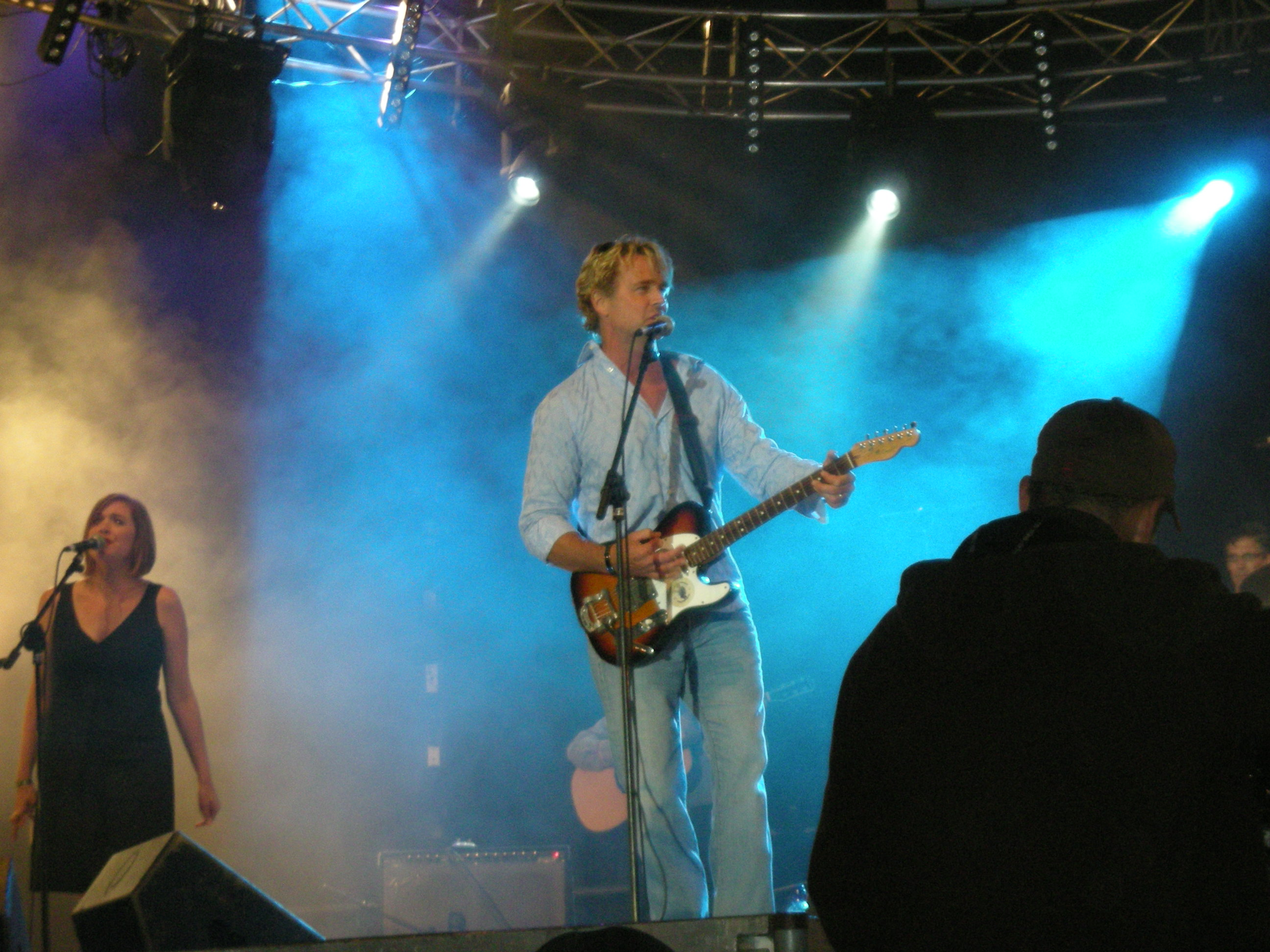
Schneider presentándose en 2008.

Durante sus días en Los Dukes de Hazzard, también entró en la música. Fue a principios de los años 80 que firmó con Scotti Brothers Label y lanzó su debut completo, Now or Never, que alcanzó el puesto número 8 en las listas country de Billboard. También del álbum salió «It's Now or Never», una nueva versión del éxito de Elvis Presley, que alcanzó el puesto 4 en las listas country de Billboard en 1981 y sigue siendo la versión de Elvis en posicionarse más alto en todos los tiempos hasta la fecha. Durante la década de 1980, Schneider aprovechó su éxito como Bo Duke con una cadena de éxitos de música country. Continuando lanzando álbumes año tras año, Schneider lanzó Quiet Man y If You Believe, en 1984 firmó con MCA Nashville. A través de MCA Nashville, Schneider lanzó Too Good to Stop Now, el cual incluyó sus primeros éxitos número uno, «I've Been Around Enough to Know» y «Country Girls», también alcanzando el puesto 1 en las listas de  country canadienses, consolidando su camino en el mundo de la música country. Al año siguiente, Schneider lanzó Tryin' To Outrun the Wind, seguido de A Memory Like You, el cual debutó en el número 1 en las listas de country de Billboard, siendo el primer número uno para él. Del álbum A Memory Like You salió «What's a Memory Like You (Doing In A Love Like This)» y «You're The Last Thing I Needed Tonight», ambos alcanzando el número 1 en las listas de country en Billboard y Canadá. A finales de los 80, Schneider continuó lanzando álbumes incluyendo su disco Greatest Hits. Tomándose un tiempo libre para buscar oportunidades de actuación, Schneider volvería con Worth The Wait, John's Acoustic Christmas, The Promise y su más reciente álbum, Home For Christmas, con el coprotagonista de Los Dukes de Hazzard, Tom Wopat, en 2014.
En 2017, Schneider regresó a la escena de la música country con Ruffled Skirts, un álbum para él que rinde homenaje a la realeza de Luisiana, incluidos algunos de los personajes de LeRoux (‘New Orleans Ladies'), Jo-El Sonnier, Doug Kershaw, David Hyde quien tocó el bajo en el álbum y Randy Carpenter quien tocó la batería. Está dedicado a las personas que fueron afectadas por la inundación. En 2016, la comunidad del sur de Luisiana recibió dos inundaciones importantes en cuestión de seis meses. Las inundaciones devastaron los estudios John Schneider que se encontraban en casi 4 pies de agua. Sentado en el estudio de grabación sin muebles, Schneider comenzó a grabar canciones como «How Do You Stop The Water», «The Cajun Navy» y «Every Friday Night» antes de reclutar a los compositores Scott Innis y Phil Redrow para ayudar a dar vida a las canciones. En lugar de sentarse en sesiones de composición de canciones, Schneider y la socia productora Alicia Allain enviaron fotos y videos a Innis y Redrow de la devastación que sufrió Luisiana para capturar la monstruosidad de las inundaciones a través de la música. Las canciones cobraron vida cuando Schneider grabó cada pista en su estudio desnudo creando un espacio para captar el sonido correcto. Luego se alistó en el tecladista y vocalista de LeRoux, Nelson Blanchard, para mezclar y masterizar el álbum de 10 pistas. Schneider nombró el álbum en referencia a los tráileres de un solo ancho y de doble ancho que llegaron después de la inundación.

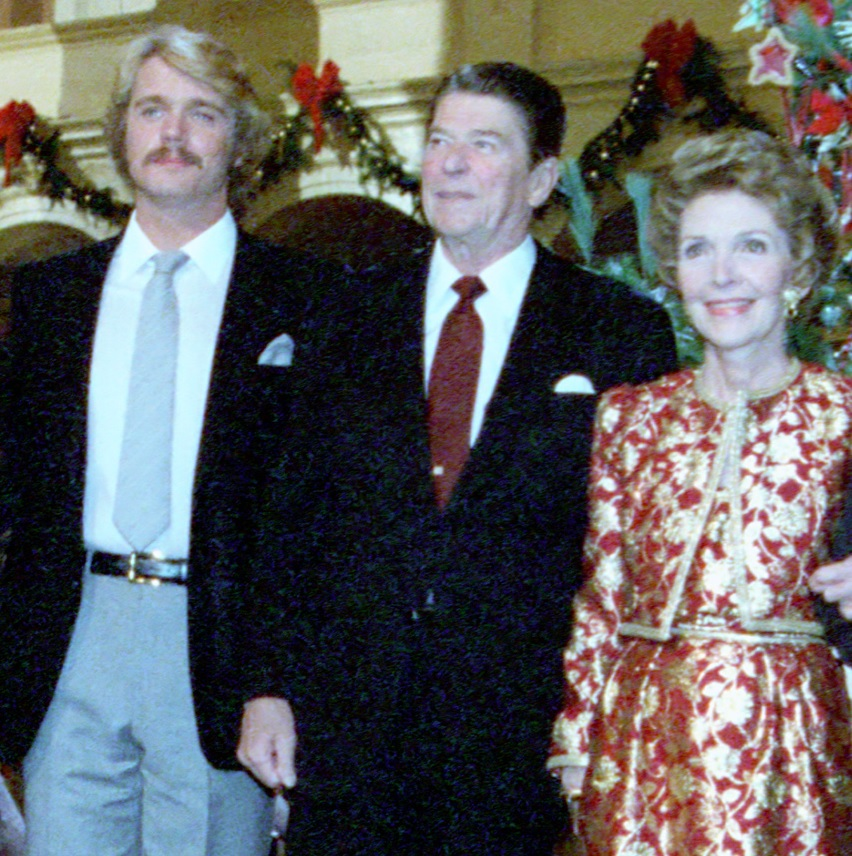
Actor John Schneider se presenta con Ronald Reagan y la primera dama Nancy Reagan durante una grabación del especial de TV Christmas in Washington el 12 de diciembre de 1982 en el edifición Pension Building en Washington D. C.

En 2018, está trabajando actualmente en Odyssey, un proyecto de 52 canciones. Fue idea de Alicia Allain, pareja de Schneider, que la mejor manera para que él avanzara era hacer música de nuevo, naciendo la idea de Odyssey. «Alicia es tan increíblemente ambiciosa como yo, y no estoy seguro de por qué se le ocurrió la idea», dijo Schneider. «Fue idea de ella hacer música de nuevo, sobre el diluvio. Tuvimos escritores de canciones que eran amigos míos, que tenían maravillosas imágenes trágicas de las posesiones más preciadas de la gente, todas destruidas al costado del camino. Así que se escribieron algunas canciones, y si vas a escribir algunas canciones, ¿por qué no grabarlas? Así que terminamos grabándolas en la casa inundada en la que solíamos vivir. Debido a que era madera de pacana, fue genial. Era de 1910, la casa estaba construido en 1910. Así que sonaba genial». Más de una docena de artistas se unen a Schneider para grabar canciones para Odyssey, incluyendo a Tanya Tucker, John Conlee, Steve Wariner, Collin Raye, Mark Wills, Jamie O'Neal, Heidi Newfield, Danny Shirley, Doug Supernaw y Marty Raybon, entre otros.

### Audio libros
Schneider participó en la serie de audio de la Biblia Word Of Promise, el cual presentó las voces de muchos actores y actrices famosos. Él expresó el personaje de James en el Book of James.

### Dancing with the Stars
El 12 de septiembre de 2018, Schneider fue anunciado como una de las celebridades que competirán en la temporada 27 de Dancing with the Stars, siendo emparejado con la bailarina profesional Emma Slater. Ellos fueron eliminados en una doble eliminación en la séptima semana, terminando en el séptimo puesto.

## Vida personal

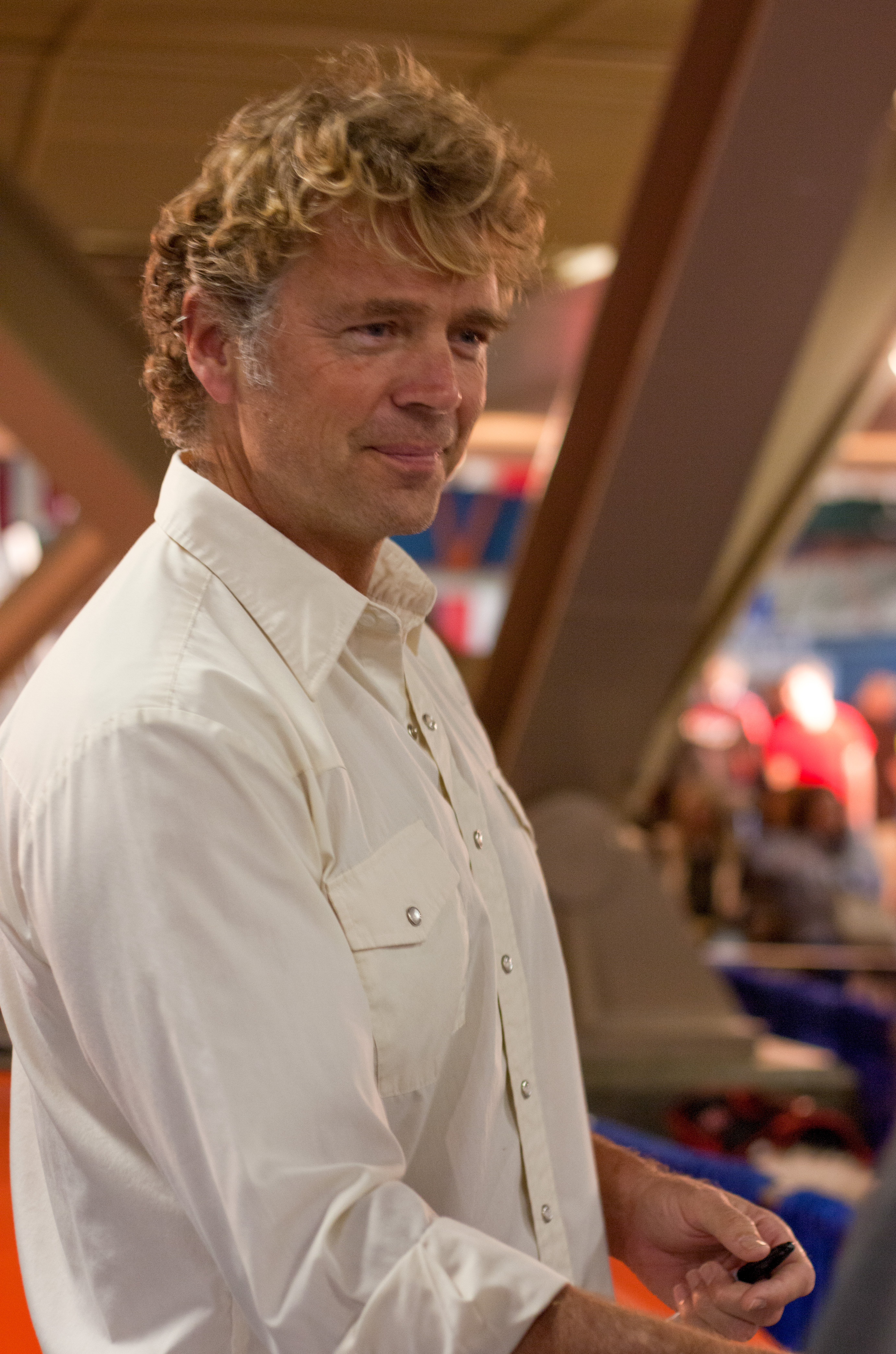
Schneider en 2010

En 1982, Schneider cofundó Children's Miracle Network con Marie Osmond, para ayudar a niños que sufren. En 1995, fundó FaithWorks Productions para producir videos y grabaciones orientadas a la familia. En 1998, Schneider se convirtió en un cristiano renacido mientras vivía con Johnny y June Carter Cash por un corto tiempo, hablando con Johnny sobre el cristianismo.
Schneider se ha involucrado en la defensa de los animales. Le encantan los deportes subacuáticos y siempre ha estado defendiendo la vida submarina. Leyó el libro de Karen Dawn, Thanking the Monkey: Rethinking The Way We Treat Animals en su presentación del libro de Nueva York. En un artículo del The Washington Post, habló sobre los efectos del libro y las personas que conoció durante el evento sobre su vida. Se conmovió al grabar un video personal, que está disponible en YouTube y en el sitio web del libro, en el que habla de su conmoción al conocer la forma en que la sociedad humana trata a los animales y menciona el galardonado documental Earthlings, que trata sobre la dependencia humana de los animales para una variedad de recursos. Schneider es  vegano desde 2010.
Schneider estuvo casado con la ex Miss América Tawny Elaine Godin de 1983 a 1986. Se casó con su segunda esposa, Elvira Castle, el 11 de julio de 1993. El 12 de diciembre de 2014, TMZ informó que Castle había solicitado el divorcio, el cual, el 15 de mayo de 2017, aún está pendiente.. Tienen tres hijos, Leah y Chasen (nacidos en 1991), ambos hijos de Castle de su primer matrimonio, y su hija Karis. Desde abril de 2015, Schneider mantiene una relación con Alicia Allain, su socia de producción y propietaria de Maven Entertainment. Alicia es también su gerente personal y profesional.
Schneider era un buen amigo de James Best, quien interpretó al Sheriff Rosco P. Coltrane en Los Dukes de Hazzard, hasta su muerte el 6 de abril de 2015 por neumonía a los 88 años.
El 12 de junio de 2018, Schneider habló con Fox News sobre su próxima sentencia de tres días de cárcel por no pagar la pensión alimenticia a su esposa Elvira Castle. Dijo que ha tenido tiempos financieros difíciles y que ha gastado su dinero en la reparación de su estudio en Luisiana, que fue destruido en una inundación en marzo de 2016. Fue arrestado a las 10:29 AM y liberado a las 3:45 PM. El breve encarcelamiento se debió a la prisión abarrotada. Él contrastó el trato cálido de los guardias de la prisión con el tratamiento «culpable hasta que se demuestre su inocencia» que recibió en el sistema judicial. Sin embargo, todavía tiene que hacer 240 horas de servicio comunitario y pagarle la deuda a Elvira, o de lo contrario enfrentaría una pena de prisión de cinco años.

## Filmografía

### Televisión
| 1979–1982, 1983–1985  | Los Dukes de Hazzard                        | Bo Duke                                         | 127 episodios                                                     |      |                 |                        |
| 1981                  | Dream House                                 | Charley Cross                                   | Película de televisión                                            | 1981 | Supermán return | película de televisión |
| 1981                  | The Midnight Special                        | Presentador invitado                            | Temporada 9, episodio 23                                          |      |                 |                        |
| 1983                  | The Raccoons and the Lost Star              | Dan the Forest Ranger (voz)                     | Película de televisión                                            |      |                 |                        |
| 1983                  | Happy Endings                               | Nick Callohan                                   | Película de televisión                                            |      |                 |                        |
| 1983                  | The Dukes                                   | Bo Duke (voz)                                   | 7 episodios en la temporada 2                                     |      |                 |                        |
| 1985                  | Gus Brown and Midnight Brewster             | Gus Brown                                       | Película de televisión                                            |      |                 |                        |
| 1986                  | Stagecoach                                  | Buck                                            | Película de televisión                                            |      |                 |                        |
| 1987                  | Christmas Comes to Willow Creek             | Ray                                             | Película de televisión                                            |      |                 |                        |
| 1988                  | Outback Bound                               | Jim Tully                                       | Película de televisión                                            |      |                 |                        |
| 1989                  | Wild Jack                                   | Jack McCall                                     | Miniserie                                                         |      |                 |                        |
| 1989                  | Guns of Paradise                            | Sheriff Pat Garrett                             | Episodio: «A Gathering of Guns»                                   |      |                 |                        |
| 1990                  | Grand Slam                                  | Dennis 'Hardball' Bakelenekoff                  | 8 episodios                                                       |      |                 |                        |
| 1992                  | Highway Heartbreaker                        | Mickey                                          | Película de televisión                                            |      |                 |                        |
| 1992                  | Delta                                       | Jimmy Word                                      | Episodio: «The Bad Word»                                          |      |                 |                        |
| 1993                  | Sisters                                     | McGreevy/McGrady/McGruder                       | Episodio: «Moving Pictures»                                       |      |                 |                        |
| 1993                  | Desperate Journey: The Allison Wilcox Story | Eddie                                           | Película de televisión                                            |      |                 |                        |
| 1993                  | Dr. Quinn, Medicine Woman                   | Red McCall                                      | Episodio: «A Cowboy's Lullaby»                                    |      |                 |                        |
| 1994                  | Texas                                       | Davy Crockett                                   | Película de televisión                                            |      |                 |                        |
| 1994                  | Bandit Bandit                               | Sheriff Enright                                 | Película de televisión                                            |      |                 |                        |
| 1994                  | Heaven Help Us                              | Doug Monroe                                     | Todos los 13 episodios                                            |      |                 |                        |
| 1994                  | Second Chances                              | Richard McGill                                  | Episodios 8–10                                                    |      |                 |                        |
| 1994                  | Burke's Law                                 | Brett Scanlon                                   | Episodio: «Who Killed the Soap Star?»                             |      |                 |                        |
| 1994                  | Christy                                     | Theodore Harland                                | Episodio: «Amazing Grace»                                         |      |                 |                        |
| 1995, 2000–2001       | Touched by an Angel                         | Satan / Joshua Winslow                          | «In the Name of God» «Shallow Water» (Partes 1 & 2)               |      |                 |                        |
| 1996                  | Kung Fu: The Legend Continues               | Latrodect                                       | Episodio: «Black Widow» (temporada 4)                             |      |                 |                        |
| 1996, 2000            | Diagnosis: Murder                           | Brett Hayward / Eddie Dagabosian / Michael Dern | «X Marks the Murder» (Partes 1 & 2) 2 episodios en la temporada 7 |      |                 |                        |
| 1996                  | Night of the Twisters                       | Jack Hatch                                      | Película de televisión                                            |      |                 |                        |
| 1997–1998             | Dr. Quinn, Medicine Woman                   | Daniel Simon                                    | Papel recurrente                                                  |      |                 |                        |
| 1997                  | The Dukes of Hazzard: Reunion!              | Bo Duke                                         | Película de televisión                                            |      |                 |                        |
| 1998                  | JAG                                         | Sgt. Clyde Morrison                             | Episodio: «Mr. Rabb Goes to Washington»                           |      |                 |                        |
| 1998                  | Walker, Texas Ranger                        | Jacob Crossland                                 | Episodio: «Jacob's Ladder»                                        |      |                 |                        |
| 1999                  | Michael Landon, the Father I Knew           | Michael Landon                                  | Película de televisión                                            |      |                 |                        |
| 1999                  | Sam Churchill: Search for a Homeless Man    | Sam Churchill                                   | Película de televisión                                            |      |                 |                        |
| 1999–2000             | Veronica's Closet                           | Tom                                             | 3 episodios en la temporada 3                                     |      |                 |                        |
| 2000                  | The Dukes of Hazzard: Hazzard in Hollywood  | Bo Duke                                         | Película de televisión                                            |      |                 |                        |
| 2000                  | Twice in a Lifetime                         | Capitán Luke Sellars / Willie                   | Episodio: «Final Flight»                                          |      |                 |                        |
| 2000, 2001            | Relic Hunter                                | Dallas Carter                                   | 2 episodios                                                       |      |                 |                        |
| 2001–2006, 2010, 2011 | Smallville                                  | Jonathan Kent                                   | Papel regular (103 episodios), temporadas 1–5                     |      |                 |                        |
| 2001–2003             | The Mummy                                   | Rick O'Connell (voz)                            | Papel regular (25 episodios)                                      |      |                 |                        |
| 2001                  | Lightning: Fire from the Sky                | Tom Dobbs                                       | Película de televisión                                            |      |                 |                        |
| 2002                  | Mary Christmas                              | Joel Wallace                                    | Película de televisión                                            |      |                 |                        |
| 2003                  | The Nick at Nite Holiday Special            | Mr. Schneider, The Ski Instructor               |                                                                   |      |                 |                        |
| 2004                  | 10.5                                        | Clark Williams                                  | Miniserie                                                         |      |                 |                        |
| 2005                  | Felicity: An American Girl Adventure        | Señor Merriman                                  | Película de televisión                                            |      |                 |                        |
| 2005                  | Viviendo con Fran                           | Tom Martin                                      | Episodio: «Riley's Parents»                                       |      |                 |                        |
| 2006                  | King of the Hill                            | The Ace (voz)                                   | Episodio: «You Gotta Believe (In Moderation)»                     |      |                 |                        |
| 2006                  | Model Family                                | John                                            | Cortometraje                                                      |      |                 |                        |
| 2006                  | Hi-Jinks                                    | ÉL mismo                                        | Presentador invitado                                              |      |                 |                        |
| 2006                  | Shorty McShorts' Shorts                     | Hunky-D                                         | Cortometraje en Disney Channel                                    |      |                 |                        |
| 2007                  | Lake Placid 2                               | Sheriff James Riley                             | Película de televisión                                            |      |                 |                        |
| 2007                  | You've Got a Friend                         | Jim Klecan                                      | Película de televisión                                            |      |                 |                        |
| 2007                  | Nip/Tuck                                    | Ram Peters                                      | 5 episodios                                                       |      |                 |                        |
| 2007                  | Viajero en el tiempo                        | Dennis Armstrong                                | Episodio: «Winterland»                                            |      |                 |                        |
| 2008                  | Come Dance at My Wedding                    | Tanner Gray                                     | Película de televisión                                            |      |                 |                        |
| 2008                  | Ogre                                        | Henry Bartlett                                  | Película de televisión                                            |      |                 |                        |
| 2008                  | Shark Swarm                                 | Daniel Wilder                                   | Película de televisión                                            |      |                 |                        |
| 2008                  | CSI: Miami                                  | Charles Brighton                                | Episodio: «Tunnel Vision»                                         |      |                 |                        |
| 2008–2009             | The Secret Life of the American Teenager    | Marshall Bowman                                 | Papel regular en la temporada 1 (18 episodios)                    |      |                 |                        |
| 2009                  | Dirty Sexy Money                            | Congresista Skip Whatley                        | 3 episodios en la temporada 2                                     |      |                 |                        |
| 2009                  | Twentysixmiles                              | Jack Kinkaid                                    | Todos los 6 episodios                                             |      |                 |                        |
| 2009                  | CSI: Crime Scene Investigation              | Mickey Ross                                     | Episodio: «Kill Me If You Can»                                    |      |                 |                        |
| 2009                  | Curb Your Enthusiasm                        | Dennis                                          | Episodio: «Officer Krupke»                                        |      |                 |                        |
| 2009–2010             | 90210                                       | Jeffrey Sarkossian                              | Papel recurrente                                                  |      |                 |                        |
| 2010                  | Phineas y Ferb                              | Wilkins Brother No. 1 (voz)                     | Episodio: «Just Passing Through/Candace's Big Day»                |      |                 |                        |
| 2010                  | Leverage                                    | Mitchell Kirkwood                               | Episodio: «The Studio Job»                                        |      |                 |                        |
| 2010                  | Desperate Housewives                        | Richard Watson                                  | 4 episodios en la temporada 7                                     |      |                 |                        |
| 2010                  | Hot in Cleveland                            | Henry 'Hank' Szymborska                         | Episodios: «Pilot», «Bad Bromance»                                |      |                 |                        |
| 2010–2013             | Hero Factory                                | Preston Stormer (voz)                           | Serie animada                                                     |      |                 |                        |
| 2011                  | Working Class                               | Glen                                            | Episode: "Sugar Mama"                                             |      |                 |                        |
| 2011                  | Trick My What?                              | Presentador                                     |                                                                   |      |                 |                        |
| 2011                  | Glee                                        | Dwight Evans                                    | Episodio: «Hold On to Sixteen»                                    |      |                 |                        |
| 2012                  | Whiskey Business                            | Sheriff Gilly                                   | Película de televisión                                            |      |                 |                        |
| 2012                  | Happily Divorced                            | Adam                                            | Episodio: «Adventure Man»                                         |      |                 |                        |
| 2013                  | Mistresses                                  | Thomas Grey                                     | Episodios: «Pilot», «Breaking and Entering»                       |      |                 |                        |
| 2013–presente         | The Haves and the Have Nots                 | Jim Cryer                                       | Papel principal                                                   |      |                 |                        |
| 2014                  | 10,000 Days                                 | William Beck                                    |                                                                   |      |                 |                        |
| 2016                  | Sandra Brown's 'White Hot'                  | Huff Hoyle                                      |                                                                   |      |                 |                        |
| 2018                  | Dancing with the Stars                      | Él mismo                                        | Participante de la temporada 27                                   |      |                 |                        |

### Cine
| Año  | Título                                       | Papel                        | Notas                               |
| ---- | -------------------------------------------- | ---------------------------- | ----------------------------------- |
| 1983 | Eddie Macon's Run                            | Eddie Macon                  |                                     |
| 1985 | La muerte blanca                             | Agente de la DEA Cliff Adams |                                     |
| 1987 | The Curse                                    | Carl Willis                  |                                     |
| 1989 | Speed Zone                                   | Donato                       |                                     |
| 1989 | Ministry of Vengeance                        | David Miller                 |                                     |
| 1993 | Come the Morning                             |                              |                                     |
| 1994 | Exit to Eden                                 | Profesor Collins             |                                     |
| 1995 | The Little CHP                               | Jack Sr.                     |                                     |
| 1996 | The Legend of the Ruby Silver                | Tommy Towne                  |                                     |
| 1997 | True Women                                   | Sam Houston                  |                                     |
| 2000 | Snow Day                                     | Chad Symmonz                 |                                     |
| 2006 | Hidden Secrets                               | Gary Zimmerman               |                                     |
| 2007 | John Schneider's Collier & Co. – Hot Pursuit | J.R. Collier                 | Versión limitada para salas de cine |
| 2007 | Sydney White                                 | Paul White                   |                                     |
| 2008 | Conjurer                                     | Frank Higgins                |                                     |
| 2009 | The Rebound                                  | Trevor                       |                                     |
| 2009 | Holyman Undercover                           | Satan                        |                                     |
| 2009 | Set Apart                                    | Pastor John Gunn             |                                     |
| 2009 | The Gods of Circumstance                     | Mick Jeremiah                |                                     |
| 2010 | What Would Jesus Do?                         | El vagabundo                 |                                     |
| 2010 | Wild Things: Foursome                        | Detective Frank Walker       |                                     |
| 2011 | Doonby                                       | Doonby                       |                                     |
| 2011 | Flag of my Father                            | Daniel                       |                                     |
| 2011 | Super Shark                                  | Wade                         |                                     |
| 2011 | Snow Beast                                   | Jim Harwood                  |                                     |
| 2012 | October Baby                                 | Jacob Lawson                 |                                     |
| 2012 | Hardflip                                     | Jack Sanders                 |                                     |
| 2012 | Lukewarm                                     | Bill Rogers                  |                                     |
| 2013 | Road to the Open                             | Rob Gollant                  |                                     |
| 2013 | Not Today                                    | Luke                         |                                     |
| 2013 | Season of Miracles                           | Entrenador                   |                                     |
| 2014 | Let the Lion Roar                            | Hilary Bishop of Poitiers    | Documental                          |
| 2014 | Smothered                                    | Jugador                      | También director y escritor         |
| 2014 | Runaway Hearts                               | Jefe Tate                    |                                     |
| 2015 | American Justice                             | Sheriff Payden               |                                     |
| 2017 | A Gift Of The Heart                          |                              | Campaña Indiegogo                   |
| 2017 | 4: Go                                        | Game Warden                  | También director y escritor         |
| 2018 | Alien Intrusion                              | Narrador                     |                                     |
| 2019 | Roe v. Wade                                  | Byron White                  | En filmación                        |
| 2019 | The Dragon Unleashed                         |                              | Posproducción                       |

## Discografía

### Álbumes
| Año  | Álbum                                    | Posición más alta | Posición más alta | Posición más alta | Discográfica    |
| Año  | Álbum                                    | Country EUA       | EUA               | Jazz EUA          | Discográfica    |
| ---- | ---------------------------------------- | ----------------- | ----------------- | ----------------- | --------------- |
| 1981 | It's Now or Never                        | 8                 | 37                | —                 | Scotti Brothers |
| 1981 | White Christmas                          | 39                | 155               | —                 | Scotti Brothers |
| 1982 | Quiet Man                                | —                 | —                 | —                 | Scotti Brothers |
| 1983 | If You Believe                           | —                 | —                 | —                 | Scotti Brothers |
| 1984 | Too Good to Stop Now                     | 4                 | 111               | —                 | MCA             |
| 1985 | Tryin' to Outrun the Wind                | 15                | —                 | —                 | MCA             |
| 1985 | A Memory Like You                        | 1                 | —                 | —                 | MCA             |
| 1986 | Take the Long Way Home                   | 17                | —                 | —                 | MCA             |
| 1987 | You Ain't Seen the Last of Me            | 41                | —                 | —                 | MCA             |
| 1987 | Greatest Hits                            | 22                | —                 | —                 | MCA             |
| 1996 | Worth the Wait                           | —                 | —                 | —                 | FaithWorks      |
| 2003 | Hell This Ain't Heaven                   | —                 | —                 | —                 | Johnnelly       |
| 2009 | John's Schneider's Favorite Hits, Vol. 1 | —                 | —                 | —                 | autopublicado   |
| 2009 | John's Schneider's Favorite Hits, Vol. 2 | —                 | —                 | —                 | autopublicado   |
| 2009 | John's Schneider's Favorite Hits, Vol. 3 | —                 | —                 | —                 | autopublicado   |
| 2009 | Lost Schneider, Vol. 1                   | —                 | —                 | —                 | autopublicado   |
| 2009 | Lost Schneider, Vol. 2                   | —                 | —                 | —                 | autopublicado   |
| 2009 | John's Acoustic Christmas                | —                 | —                 | —                 | autopublicado   |
| 2014 | Home for Christmas (con Tom Wopat)       | —                 | —                 | 8                 | Distribution 13 |
| 2016 | Ruffled Skirts                           | —                 | —                 | —                 | Maven Music     |
| 2017 | Hell This Ain't Heaven                   | —                 | —                 | —                 | Maven Music     |
| 2018 | ODYSSEY (A 52 Song Collection)           | —                 | —                 | —                 | Maven Music     |

### Sencillos
| Año                                        | Sencillo                                               | Posición más alta | Posición más alta | Posición más alta | Posición más alta | Posición más alta | Álbum                         |
| Año                                        | Sencillo                                               | Country EUA       | EUA               | AC EUA            | Country CAN       | AC CAN            | Álbum                         |
| ------------------------------------------ | ------------------------------------------------------ | ----------------- | ----------------- | ----------------- | ----------------- | ----------------- | ----------------------------- |
| 1981                                       | "It's Now or Never"                                    | 4                 | 14                | 5                 | 7                 | 5                 | Now or Never                  |
| 1981                                       | "Them Good Ol' Boys Are Bad"                           | 13                | —                 | —                 | 12                | —                 | Now or Never                  |
| 1981                                       | "Still"                                                | —                 | 69                | 32                | —                 | —                 | Now or Never                  |
| 1982                                       | "Dreamin'"                                             | 32                | 45                | 21                | 28                | 19                | Quiet Man                     |
| 1982                                       | "In the Driver's Seat"                                 | 56                | 72                | —                 | 36                | —                 | Quiet Man                     |
| 1983                                       | "Are You Lonesome Tonight" (con Jill Michaels)         | 57                | —                 | —                 | —                 | —                 | If You Believe                |
| 1983                                       | "If You Believe"                                       | 81                | —                 | —                 | —                 | —                 | If You Believe                |
| 1984                                       | "I've Been Around Enough to Know"                      | 1                 | —                 | —                 | 1                 | —                 | Too Good to Stop Now          |
| 1985                                       | "Country Girls"                                        | 1                 | —                 | —                 | 1                 | —                 | Too Good to Stop Now          |
| 1985                                       | "It's a Short Walk from Heaven to Hell"                | 10                | —                 | —                 | 6                 | —                 | Tryin' to Outrun the Wind     |
| 1985                                       | "I'm Gonna Leave You Tomorrow"                         | 10                | —                 | —                 | 7                 | —                 | Tryin' to Outrun the Wind     |
| 1985                                       | "What's a Memory Like You (Doing in a Love Like This)" | 1                 | —                 | —                 | 1                 | —                 | A Memory Like You             |
| 1986                                       | "You're the Last Thing I Needed Tonight"               | 1                 | —                 | —                 | 1                 | —                 | A Memory Like You             |
| 1986                                       | "At the Sound of the Tone"                             | 5                 | —                 | —                 | 16                | —                 | Take the Long Way Home        |
| 1986                                       | "Take the Long Way Home"                               | 10                | —                 | —                 | 7                 | —                 | Take the Long Way Home        |
| 1987                                       | "Love, You Ain't Seen the Last of Me"                  | 6                 | —                 | —                 | 4                 | —                 | You Ain't Seen the Last of Me |
| 1987                                       | "When the Right One Comes Along"                       | 32                | —                 | —                 | 35                | —                 | You Ain't Seen the Last of Me |
| 1987                                       | "If It Was Anyone But You"                             | 59                | —                 | —                 | —                 | —                 | You Ain't Seen the Last of Me |
| 2018                                       | "I'll Still Be Loving You"                             | —                 | —                 | —                 | —                 | —                 | ODYSSEY                       |
| 2018                                       | "Fish"                                                 | —                 | —                 | —                 | —                 | —                 | ODYSSEY                       |
| 2018                                       | "Can I Buy You a Beer"                                 | —                 | —                 | —                 | —                 | —                 | ODYSSEY                       |
| "—" denota lanzamientos que no registraron |                                                        |                   |                   |                   |                   |                   |                               |

### Sencillos promocionales
| Año  | Sencillo                                | Álbum         |
| ---- | --------------------------------------- | ------------- |
| 2009 | "The Promise"                           | Solo sencillo |
| 2018 | "Good Ole Boys (with Various Artists)"  | ODYSSEY       |
| 2018 | "Wherever She Is"                       | ODYSSEY       |
| 2018 | "Crazy Women"                           | ODYSSEY       |
| 2018 | "They Lived It Up To Write It Down"     | ODYSSEY       |
| 2018 | "Fish"                                  | ODYSSEY       |
| 2018 | "I'll Still Be Loving You"              | ODYSSEY       |
| 2018 | "We All Give God The Blues"             | ODYSSEY       |
| 2018 | "I Wouldn't Be Me Without You"          | ODYSSEY       |
| 2018 | "Like A River"                          | ODYSSEY       |
| 2018 | "Two Trains"                            | ODYSSEY       |
| 2018 | "Bet Yo Mama"                           | ODYSSEY       |
| 2018 | "Heartache Doesn't Have a Closing Time" | ODYSSEY       |
| 2018 | "Churches and Bars"                     | ODYSSEY       |
| 2018 | "A Little More Trouble"                 | ODYSSEY       |
| 2018 | "I'm in Love With Her"                  | ODYSSEY       |
| 2018 | "When I Still Mattered To You"          | ODYSSEY       |
| 2018 | "Outta This Town"                       | ODYSSEY       |
| 2018 | "No Mas Cervesa"                        | ODYSSEY       |
| 2018 | "Heaven Help Me"                        | ODYSSEY       |
| 2018 | "Sound of a Breaking Heart"             | ODYSSEY       |
| 2018 | "Can I Buy You a Beer"                  | ODYSSEY       |
| 2018 | "Trophy"                                | ODYSSEY       |
| 2018 | "Boyfriend in Your Bedroom"             | ODYSSEY       |
| 2018 | "Toolbox"                               | ODYSSEY       |
| 2018 | "Early and Easy"                        | ODYSSEY       |
| 2018 | "Angels Like Her"                       | ODYSSEY       |
| 2018 | "Gimme Gimme"                           | ODYSSEY       |
| 2018 | "I Wanna Hear it Again"                 | ODYSSEY       |
| 2018 | "Cracker Barrel"                        | ODYSSEY       |
| 2018 | "I Don't Feel a Thing"                  | ODYSSEY       |
| 2018 | "Phantom of the Grand Old Opry"         | ODYSSEY       |
| 2018 | "Changes Me"                            | ODYSSEY       |
| 2018 | "Put It In a Country Song"              | ODYSSEY       |
| 2018 | "Walk a Mile in My Shoes"               | ODYSSEY       |
| 2018 | "I'm Gonna Miss Him"                    | ODYSSEY       |

### Videos musicales
| Year | Video                                            |
| ---- | ------------------------------------------------ |
| 1985 | "I'm Gonna Leave You Tomorrow"                   |
| 2006 | "Good Ole Boys (con Tom Wopat & Catherine Bach)" |
| 2009 | "The Promised Land"                              |
| 2018 | "Good Ole Boys (con varios artistas)"            |
| 2018 | "Wherever She Is"                                |
| 2018 | "Heaven Help Me"                                 |
| 2018 | "Crazy Women"                                    |
| 2018 | "They Lived It Up To Write It Down"              |
| 2018 | "We All Give God The Blues"                      |
| 2018 | "I Wouldn't Be Me Without You"                   |
| 2018 | "Like A River"                                   |
| 2018 | "Two Trains"                                     |
| 2018 | "Heartache Doesn't Have a Closing Time"          |
| 2018 | "Bet Yo Mama"                                    |
| 2018 | "Outta This Town"                                |
| 2018 | "Can I Buy You a Beer"                           |
| 2018 | "Toolbox"                                        |
| 2018 | "I Hate Cancer"                                  |